# Nucifraga
Nucifraga sau alunarii este un gen mic de păsări arboricole din familia corvidelor care cuprinde patru specii răspândite în pădurile de conifere montane  din emisfera nordică. Sunt păsări de mărimea unei gaițe (Garrulus glandarius) sau stăncuțe (Corvus monedula). Au o culoare caracteristică pestriță, cu penele subcodale albe și ciocul lung, drept, cu vârful ascuțit, care seamănă cu ciocul unui graur. Coada este relativ scurtă, aripile lungi, nerotunjite, când sunt strânse nu ajung la vârful cozii. Remigele primare în număr de 10, cele mai lungi sunt a patra și a cincea. Nările sunt rotunjite, situate la baza ciocului, fiind acoperite vibrize scurte, care nu ajung la mijlocul ciocului. Picioarele, la fel ca la toate corvidele, tarsul este acoperită anterior cu solzi separați, în partea posterioară aceștia sunt contopiți.
Alunarii sunt consumatori specializați de semințe de pin și alune și au o creastă în interiorul mandibulei inferioare care permite păsării să spargă alunele cu ușurință; sub limbă se află o pungă bine dezvoltată, care le permite să transporte un număr destul de mare de alune și semințe la cuib sau spre depozitele personale de hrană. Aceste depozite de hrană sunt împrăștiate pe teritoriul fiecărei perechi, iar fiecare pasăre a unei perechi are numeroase depozite proprii. Prin urmare, alunarii sunt probabil cei mai importanți plantatori din pădurile nordice, ajutând la răspândirea coniferelor, stejarului, fagului și alunului în locuri mai deschise unde semințele lor au o probabilitate mică să ajungă. Dependența lor de anumite specii de conifere prezintă unele dezavantaje; în anii cu producție mare de semințe, succesul lor reproductiv este mare, dar în anii cu producție slabă de semințe, un număr mare de păsări trebuie să părăsească pădurile lor natale în căutarea unor noi surse de hrană. Se pare că puține dintre acestea se întorc și astfel de deplasări reprezintă un control natural al populațiilor mari. Alunarii sunt singurele corvide cunoscute în care masculul ia parte la incubație împreună cu femela.

## Sistematica
Genul Nucifraga conține patru specii:
- Nucifraga caryocatactes - alunarul[4]
- Nucifraga hemispila - alunarul sudic[5]
- Nucifraga multipunctata - alunar cu pete mari[6]
- Nucifraga columbiana - alunarul nord-american[7]